# 全日本空手道連盟糸東会
全日本空手道連盟 糸東会（ぜんにほんからてどうれんめい しとうかい）は、糸東流空手道の会派の一つ。全日本空手道連盟の協力団体。全日本空手道連盟が発足した際に発足。所属している大学の主要校としては、明海大学、山梨学院大学、大阪商業大学等がある。

## 概要
- 昭和9年（1934年）3月、摩文仁賢和が、大阪に「養秀館」道場を設立。これを契機に糸州、東恩納の頭文字を取って「糸東流」を名乗る。
- 昭和14年（1939年）3月、大日本武徳会本部へ「糸東流」登録。同7月、「大日本空手道会」（後に「日本空手道会」に改称）を発足。
- 昭和27年（1952年）5月、摩文仁賢和逝去（満63歳）に伴い、摩文仁賢榮が宗家二代目を継ぐ。
- 昭和35年（1960年）11月、岩田万蔵が会長となり、日本空手道会東日本本部が発足。同時に摩文仁賢榮が会長となり西日本本部発足。
- 昭和39年（1964年）、摩文仁賢和の13回忌を契機に東西合同「全日本空手道糸東流選手権大会」が開催される。同年、全日本空手道連盟が設立され、糸東流も参加。「全日本空手道連盟糸東会」が設立され、会長に田中栄一、副会長に岩田万蔵、摩文仁賢榮が就任。
- 平成5年（1993年）3月、「世界糸東流空手道連盟」が結成され、第1回糸東流空手道選手権大会を東京武道館にて開催。
- 平成9年（1997年）4月12日、埼玉県朝霞市に糸東会本部道場完成。